# Asphalt 7: Heat
Asphalt 7: Heat — гоночная видеоигра 2012 года, разработанная и изданная Gameloft, и девятая крупная игра серии Asphalt. Она была выпущена 21 июня 2012 года для iOS и впервые в серии представляет собой одинаковую игру для iPhone и iPad. Игра была запущена для Android 25 июня, для BlackBerry 10 — 21 февраля 2013 года, для Windows Phone 8 — 27 февраля, для BlackBerry PlayBook — 3 апреля и для Windows 8 (через Магазин Windows) 22 августа (для Windows 10 29 июля 2015 года). В 2017 года игра была удалена из магазинов приложений, за исключением BlackBerry.

## Игровой процесс
Геймплей в Asphalt 7 очень похож на игровой процесс в предыдущих играх серии Asphalt: игроку предоставляется возможность наклонять устройство, касаться края экрана или использовать для управления виртуальный руль на экране. В игре также есть многопользовательский онлайн-режим, как локальный через Wi-Fi и Bluetooth, так и глобальный через интернет-соединение.
Пятизвездочная рейтинговая система для каждой гонки, использование основных и второстепенных целей и «режим адреналина» из Asphalt 6: Adrenaline были сохранены в Asphalt 7. В игре доступно 80 лицензированных автомобилей, разделенных на 7 уровней.

## Критика
После выпуска Asphalt 7 получил в целом положительные отзывы. Версия для iOS имеет совокупный балл 83 из 100 на Metacritic на основе семнадцати обзоров и 81 % в GameRankings на основе семи обзоров.
Джордж Руш из IGN был в восторге от игры, присудив 8 баллов из 10 и заключив: «Если вы такой же поклонник серии Asphalt, как и я, то вам понравится Heat. Приятно видеть что Gameloft улучшает каждую новую часть, сохраняя при этом низкую стоимость. Любителям гонок понравится искать короткие пути, ловить воздух и прокладывать себе путь по красивым трассам под звуки энергичной техно-музыки». Дэйв Леклер из TouchGen также был впечатлен, получив за игру 4 балла из 5; «В целом, это отличная гоночная игра. В ней есть несколько мелких недостатков, но ничего критичного для игры. Зацепки в соцсетях после каждой гонки могут немного раздражать и задерживают время перехода к следующей гонке. Тем не менее, есть небольшие проблемы. Кроме того, поклонникам гоночных игр понравится весь пакет, предлагаемый в Asphalt 7: Heat». предшественники; «Asphalt 7 по цене — одна из лучших аркадных гонок на iOS. Недостаток оригинальности компенсируется полировкой».
Надя Оксфорд из Slide to Play была несколько менее впечатлена, поскольку чувствовала, что игра недостаточно отличается от предыдущих игр серии, — аргумент, который Эндрю Подольский привел в своем обзоре Asphalt 6 для сайта. Как и в случае с Asphalt 5 и Asphalt 6, игра получила 3 балла из 4. Оксфорд написал: «В серии Asphalt нужен кто-то, кто откроет окна и впустит свежий воздух, но с Asphalt 7 по-прежнему невозможно ошибиться: Жара. Если вы все еще довольны Asphalt 6 и хотите сэкономить доллар на мороженом, дерзайте и держитесь Адреналина. Вы будете жить без Жара. Но если у вас нет игры Asphalt или если она есть обновления к серии делают вас счастливыми, независимо от того, насколько малы эти обновления, идите вперед и берите Asphalt 7: Heat. Это все еще не зря потраченные деньги». Мэтт Кларк из MacLife поставил игре 3 из 5, также критикуя ее сходство с более ранними играми серии, но с хорошей графикой; «если есть что-то, чем Asphalt 7 улучшает серию, так это визуальное представление. Транспортные средства и окружающая среда выглядят фантастически на дисплее Retina».
Райан Уитвам из AndroidPolice был менее воодушевлен и резко критиковал несколько аспектов, таких как необходимость подключения к сети для работы игры, использование реальных денег и, особенно, графика; «Ключевым моментом для меня является подавляющая посредственность графики. Судя по скриншотам на странице Play Store, это должна быть великолепная игра. Вместо этого она просто средняя. Даже в этом случае только на некоторых устройствах. разрешение текстур абсолютно ужасное. Все в окружающей среде выглядит грязным. Машины неплохие, но по краям заметны алиасинг». Райан Ригни из Wired.com был еще более критичен, поставив игре 6 баллов из 10. и критика реализации встроенных покупок; «Я не могу себе представить, чтобы кто-то когда-либо тратил на них деньги. Даже если вы купите пакет из 200 звезд за 100 долларов, это все равно не откроет все в игре, не на долго. Так в чем же смысл?» Однако Ригни похвалил графику, заявив, что в игре есть «полировка, которая была бы впечатляющей для аркадной игры Xbox Live. Ни одна другая аркадная гонка в App Store не сравнится с качеством представления Asphalt 7».
| Аггрегатор   | Оценка |
| ------------ | ------ |
| GameRankings | 81 %   |
| Metacritic   | 83/100 |

| Публика       | Оценка |
| ------------- | ------ |
| IGN           | 8/10   |
| 148 Apps      | 4/5    |
| MacLife       | 3/5    |
| Slide to Play | 3/4    |
| TouchGen      | 4/5    |
| Wired         | 6/10   |